# Helmut Bräutigam (Komponist)
Helmut Bräutigam (* 16. Februar 1914 in Crimmitschau; † 17. Januar 1942 bei Weliki Nowgorod, Russland) war ein deutscher Komponist.

## Leben
Helmut Bräutigam war ein Sohn von Paul Bräutigam, der seinerzeit Kantor an der Johanniskirche in Crimmitschau war. Bereits mit sieben Jahren begann er den Instrumentalunterricht. Letztlich konnte er Violine, Klavier, Orgel, Viola, Violoncello und einige Blasinstrumente spielen. Bisweilen wirkte er singend, spielend und selbst dirigierend in den Konzerten des Vaters mit. Sein wirkliches Talent wurde erst 1930, bei einem Konzert in der Zwickauer St.-Marien-Kirche, erkannt.
Helmut Bräutigam legte 1934 am Julius-Motteler-Gymnasium Crimmitschau als Jahrgangsbester das Abitur ab. Im selben Jahr begann er sein Musikstudium am Landeskonservatorium Leipzig. Zu seinen Lehrern zählte u. a. Johann Nepomuk David (1937–1939). Seit 1936 arbeitete er beim Jugendfunk des Reichssenders Leipzig und beim Sächsischen Volksliedarchiv mit. 1937 trat er der NSDAP bei. Seit 1938 war er Leiter der HJ-Rundfunkspielschar beim Leipziger Rundfunk. Daneben wirkte er von 1938 bis 1939 als Lehrer an der Musikschule für Jugend und Volk. Am 25. Mai 1938 wurden seine Drei Gesänge für sechsstimmigen Chor nach altgriechischen Dichtungen im Rahmen der Reichsmusiktage durch den NS-Studentenbund uraufgeführt. 1939 wurde Bräutigam zur Wehrmacht eingezogen, wo er im Auftrag des OKW Singeleiter wurde und zuletzt den Rang eines Unteroffiziers hatte. Bis Ende 1941 war er in Frankreich, wurde aber an die Ostfront versetzt und nahm am Krieg gegen die Sowjetunion teil. Im Januar 1942 wurde er im Krieg getötet.

## Werke
Insgesamt schuf Helmut Bräutigam, hauptsächlich in der Zeit zwischen 1930 und seinem Tod, über 480 musikalische Werke, außerdem Gedichte und umfangreiche Volksliedersammlungen.

## Ehrungen
Nach Helmut Bräutigam wurde in Crimmitschau eine Straße benannt.